# Ambición fallida
Ambición fallida  es una coproducción franco-española dirigida por  Christian-Jaque y estrenada en 1975. Tiene múltiples títulos, como Doctor Justice (título inglés por la que se la conoce internacionalmente), Docteur justice (título original francés) o La petroliera fantasma, como se estrenó en Italia. Sin embargo, el título en castellano es el que más parece ajustarse a la realidad cinematográfica de esta película en cuanto a su calidad y críticas.

## Argumento
Está basada en el cómic de Raphael Marcello y Jean Ollivier y sus personajes, con un doctor malvado y un personaje oriental y conocedor de artes marciales a la moda de entonces.

## Localización de rodaje
Rodada en Barcelona, Tenerife, Alicante, Elche y Brujas (Bélgica).